# Maksymilian Pazdan
Maksymilian Pazdan (ur. 18 maja 1936 w Zagorzycach) – polski prawnik specjalizujący się w prawie cywilnym i prawie prywatnym międzynarodowym, profesor nauk prawnych, w latach 1990–1996 rektor Uniwersytetu Śląskiego.

## Życiorys
Urodził się w rodzinie rolników. W 1957 ukończył studia prawnicze na Wydziale Prawa Uniwersytetu Jagiellońskiego. W 1964 uzyskał stopień doktora nauk prawnych na podstawie rozprawy pt. Zdolność do czynności prawnych osób fizycznych w polskim prawie międzynarodowym prywatnym, a w 1974 stopień doktora habilitowanego nauk prawnych na podstawie dorobku naukowego oraz rozprawy pt. Dziedziczenie ustawowe w prawie prywatnym międzynarodowym. Metody regulacji właściwości prawa. W 1979 otrzymał tytuł profesora nauk prawnych.
W 1956, jeszcze trakcie studiów, został pracownikiem Katedry Prawa Cywilnego i Prawa Międzynarodowego Prywatnego Uniwersytetu Jagiellońskiego. W 1968 przeszedł do Katedry Prawa Cywilnego Obrotu Wewnętrznego i Międzynarodowego na Uniwersytecie Śląskim. Od tego czasu zawodowo związany z tą uczelnią, gdzie doszedł do stanowiska profesora zwyczajnego. Kierował na niej Katedrą Prawa Cywilnego i Prawa Prywatnego Międzynarodowego. Pełnił funkcję dziekana Wydziału Prawa i Administracji Uniwersytetu Śląskiego, prorektora ds. nauki, zaś w latach 1990–1996 przez dwie kadencje był rektorem tej uczelni. Pod jego kierunkiem stopień naukowy doktora uzyskali m.in. Wojciech Popiołek (1977), Bernadetta Fuchs (1995), Katarzyna Grzybczyk (1998), Monika Jagielska (1998), Ewa Rott-Pietrzyk (1998), Jacek Górecki (1999), Grzegorz Żmij (2001) i Witold Kurowski (2004), Łukasz Żarnowiec (2007).
Zdał również egzamin sędziowski. Od 1978 był arbitrem przy Polskiej Izbie Handlu Zagranicznego.
Pełnił funkcję wiceprzewodniczącego Rady Głównej Szkolnictwa Wyższego (1999–2002). Był wieloletnim członkiem Komitetu Nauk Prawnych Polskiej Akademii Nauk. W 2001 został członkiem korespondentem Polskiej Akademii Umiejętności. Powoływany w skład rad redakcyjnych i programowych licznych czasopism prawniczych, tj. „Państwo i Prawo”, „Kwartalnik Prawa Prywatnego”, „Orzecznictwo Sądów Polskich” (w 2012 został redaktorem naczelnym tego miesięcznika), „Rejent” i inne. Jest autorem publikacji naukowych w tym wielokrotnie wznawianego podręcznika akademickiego z zakresu prawa prywatnego międzynarodowego. Był członkiem Centralnej Komisji do Spraw Stopni i Tytułów.

## Odznaczenia i wyróżnienia
Odznaczony m.in. Krzyżem Kawalerskim (1980) i Oficerskim (1987) Orderu Odrodzenia Polski oraz kawalerią francuskiego Orderu Palm Akademickich (1987). Otrzymał tytuły doktora honoris causa Uniwersytetu w Rostowie nad Donem (2005) oraz Uniwersytetu Śląskiego (2011). W 2016 wyróżniony doroczną Nagrodą Towarzystwa Przyjaciół Śląska w Warszawie. Został profesorem honorowym Uniwersytetu Śląskiego.